# Saint-Prim
Saint-Prim este o comună în departamentul Isère din sud-estul Franței. În 2009 avea o populație de 1.179 de locuitori.

## Evoluția populației
| An        | 1975 | 1982 | 1990 | 1999 | 2006 | 2009  |
| --------- | ---- | ---- | ---- | ---- | ---- | ----- |
| Populație | 507  | 599  | 733  | 892  | 993  | 1.179 |